# دينيس رينبيك
دينيس رينبيك (بالهولندية: Dennis Rijnbeek)‏ (مواليد 7 أغسطس 1972) هو سبّاح هولندي، مثّل بلاده في الألعاب الأولمبية الصيفية 2000.

## روابط خارجية
دينيس رينبيك على موقع الاتحاد الدولي للسباحة (الإنجليزية)
- دينيس رينبيك على موقع SwimRankings.net (الإنجليزية)
- دينيس رينبيك على موقع أوليمبيديا (الإنجليزية)